# وادي الرقب (اليمن)
وادي الرقب هو واد في اليمن، يتدفق عبر قرية الخيالة. غمرت المياه الوادي في أكتوبر 2008، وأثرت على القرية. يقع في 13°57′47″N 45°55′38″E / 13.96306°N 45.92722°E.